# Gemüsering
Die Gemüsering Stuttgart GmbH mit Sitz in Stuttgart ist ein Gemüse- und Obsterzeuger- und Vermarktungsunternehmen. Im Verbund produziert und vermarktet das Unternehmen deutschlandweit ein großes Sortiment an Obst- und Gemüse; zudem beliefert der Gemüsering die freie Gastronomie sowie die System- und Gemeinschaftsgastronomie. Sein Kernsortiment reicht von Tomaten, Paprika, Karotten, Radieschen über bunte Salate, Rucola, Chicorée, Kohl, Äpfel, Birnen, Beeren und weiteren Obst- und Gemüsesorten, das in eigenen oder in Partnerbetrieben angebaut wird. Der Gemüsering beschäftigt insgesamt rund 2.500 Mitarbeiter, die meisten davon im Anbau, in der Verarbeitung und der Logistik.

## Geschäftstätigkeit

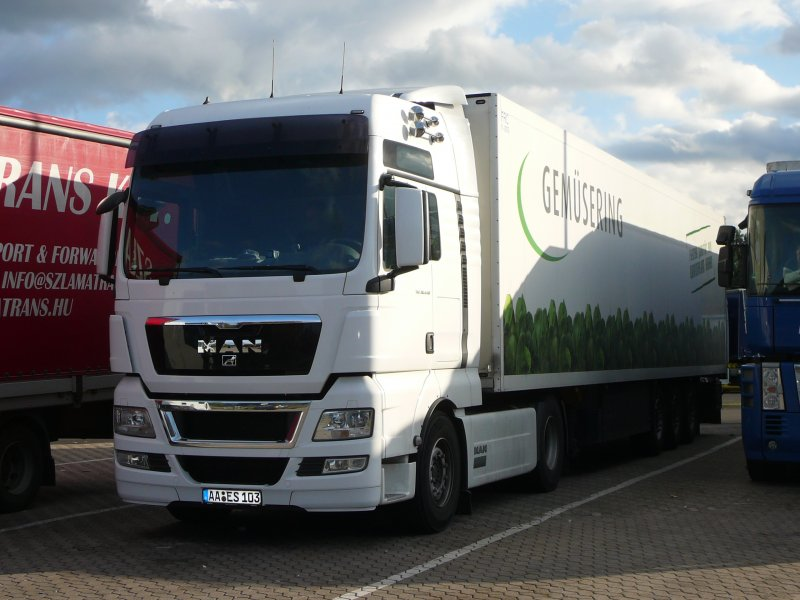
Gemüsetransport des Gemüserings

Der Gemüsering bewirtschaftet in Deutschland, Portugal und Rumänien rund 2.000 Hektar Freiland, 82 Hektar im geschützten und 54 Hektar im Unterglas-Anbau. Außerdem bezieht und verarbeitet das Unternehmen zusätzlich Gemüse und Früchte von etwa 100 heimischen Landwirten.
Das Unternehmen ist Spezialist im Freiland- als auch im geschützten Anbau und kann in Zusammenarbeit mit seinen Vermarktungs- und Dienstleistungsunternehmen die gesamte Bandbreite des Gemüse- und Fruchthandels abdecken.

## Nachhaltigkeit
Seit 2017 ist die Gemüsering Stuttgart GmbH, als erstes Unternehmen aus dem Bereich „Frisches Obst und Gemüse“, nach ZNU-Standard zertifiziert. Bis 2020 kamen weitere acht zertifizierte Standorte aus der Gemüsering-Gruppe hinzu. Das Programm „ZNU-Standard Nachhaltiger Wirtschaften“ des Zentrums für Nachhaltige Unternehmensführung der Universität Witten/Herdecke hat das Ziel, dass Unternehmen nachhaltiger gestaltet werden und aktive sowie messbare Beiträge zum nachhaltigen Wandel in Wirtschaft und Gesellschaft geleistet werden.
Im Bereich erneuerbare Energien nutzt der Gemüsering an einigen Logistikstandorten die Dachflächen zur Energiegewinnung, in Küstennähe werden eigene Windkraftanlagen betrieben und ein neues Gewächshaus in Zorbau bezieht seine Energie aus einem Microgrid-Netz.
Auch mit der Unterstützung des Programms „Plant-for-the-Planet“ trägt der Gemüsering einen Teil zur Co2-Neutralität bei. Knapp 20.000 gepflanzte Bäume kompensieren bereits Treibhausgase äquivalent zu rund 10.000 Tonnen CO2.

## Geschichte
Die Gesellschaft wurde 1991 gegründet und übernahm seitdem verschiedene Unternehmen.
1993 legte das Unternehmen seinen Schwerpunkt auf die Vermarktung regionaler Produkte, die das Qualitätszeichen und Gütesiegel Gesicherte Qualität Baden-Württemberg trugen.
1997 stieg das Unternehmen erstmals in die Gemüseerzeugung ein und gründete den Produktionsbetrieb Gemüsering Südhessen GmbH. Im geschützten Anbau sollte der Nachfrage nach deutschen Tomaten entsprochen werden.
2008 wurde die Solaranlage in Mannheim errichtet.
Anfang 2011 beteiligte sich Gemüsering an der Fruchtimport vanWylick GmbH in Düsseldorf, die Früchte aus Europa und Übersee vertreibt, vor allem Bananen. Seit März 2011 ist vanWylick ein Joint-Venture von Gemüsering und dem irischen Fruchthandelsunternehmen Fyffes.
Die EHEC-Epidemie im Mai 2011 führte in der deutschen Gemüsewirtschaft zu massiven Absatzproblemen. Nach einer offiziellen Warnung vor dem Verzehr von rohen Gurken, Tomaten und Blattsalat verzichteten Kantinen und Großküchen vorübergehend auf diese Zutaten; dadurch brach bei Gemüsering der Absatz zeitweise um 80 Prozent ein.
2012 übernahmen Gemüsering und die Hans-Willi Böhmer GmbH & Co. KG gemeinsam 250 Hektar Freiland- und 30 Hektar Gewächshausflächen von der Rink-Gruppe in Laasdorf, Thüringen. Das Joint-Venture firmiert als Gemüsering-Böhmer und baut in Thüringen Rispentomaten, Gurken und Blumenkohl an. Zum 1. Januar 2016 übernahm der Gemüsering den Großhändler Abels Früchte Welt in Bonn-Dransdorf.
Seit dem 30. April 2024 läuft ein Fusionskontrollverfahren, bei dem die Gemüsering Stuttgart GmbH jeweils 40 % der Anteile der Unternehmen Werder Frucht GmbH, Groß Kreutz (Havel), der Havelia GmbH, Groß Kreutz (Havel), und der Havelfrucht GmbH, Werder (Havel) erwerben möchte.